# ATC代码 (C05)
ATC代码C05（血管保护药）是解剖学治疗学及化学分类系统的一个药物分组，这是由世界卫生组织药物统计方法整合中心所制定的药品及其它医用产品的官方分类系统。分组C05是C心血管系统的一部分。
兽用代码（ATCvet码）可以在人用ATC代码前加Q字母：QC05等。
国家ATC分类可能包括列表中没有的其它分类，列表为世界卫生组织（WHO）版本。

## C05A 治疗痔疮和肛裂的外用药（Agents for treatment of hemorrhoids and anal fissures for topical use）

### C05AA皮质类固醇类（Corticosteroids）
C05AA01 氢化可的松（Hydrocortisone）
C05AA04 泼尼松龙（Prednisolone）
C05AA05 倍他米松（Betamethasone）
C05AA06 氟米龙（Fluorometholone）
C05AA08 氟可龙（Fluocortolone）
C05AA09 地塞米松（Dexamethasone）
C05AA10 氟轻松（Fluocinolone acetonide）
C05AA11 醋酸氟轻松（Fluocinonide）
C05AA12 氟羟氢化泼尼松（Triamcinolone）

### C05AD局部麻醉药（Local anesthetics）
C05AD01 利多卡因（Lidocaine）
C05AD02 丁卡因（Tetracaine）
C05AD03 苯佐卡因（Benzocaine）
C05AD04 辛可卡因（Cinchocaine）
C05AD05 普鲁卡因（Procaine）
C05AD06 奥昔卡因（Oxetacaine）
C05AD07 普莫卡因（Pramocaine）

### C05AE肌松药（Muscle relaxants）
C05AE01 硝酸甘油（Glyceryl trinitrate）
C05AE02 硝酸异山梨酯（Isosorbide dinitrate）

### C05AX 治疗痔疮和肛裂的其它外用药（Other agents for treatment of hemorrhoids and anal fissures for topical use）
C05AX01 铝制剂（Aluminium preparations）
C05AX02 铋制剂复方（Bismuth preparations, combinations）
C05AX03 其它制剂复方（Other preparations, combinations）
C05AX04 锌制剂（Zinc preparations）
C05AX05 三苄糖苷（Tribenoside）

## C05B 抗静脉曲张药（Antivaricose therapy）

### C05BA局部用药的肝素或类肝素（Heparins or heparinoids for topical use）
C05BA01 有机类肝素（Organo-heparinoid）
C05BA02 阿朴酸钠（Sodium apolate）
C05BA03 肝素（Heparin）
C05BA04 木聚硫钠（Pentosan polysulfate sodium）
C05BA51 类肝素，复方（Heparinoid, combinations）
C05BA53 肝素复方（Heparin, combinations）

### C05BB局部注射用硬化药（injection）
C05BB01 油酸单乙醇胺（Monoethanolamine oleate）
C05BB02 聚桂醇（Polidocanol）
C05BB03 转化糖（Invert sugar）
C05BB04 十四烷硫酸钠（Sodium tetradecyl sulfate）
C05BB05 苯酚（Phenol）
C05BB56 葡萄糖，复方（Glucose, combinations）

### C05BX 其它硬化药（Other sclerosing agents）
C05BX01 羟苯磺酸钙（Calcium dobesilate）
C05BX51 羟苯磺酸钙，复方（Calcium dobesilate, combinations）

## C05C毛细血管稳定药（Capillary stabilising agents）

### C05CA生物黄酮素类（Bioflavonoids）
C05CA01 乙吗芦丁（Rutoside）
C05CA02 莫诺芦丁（Monoxerutin）
C05CA03 地奥司明（Diosmin）
C05CA04 曲克芦丁（Troxerutin）
C05CA05 海曲司明（Hidrosmin）
C05CA51 乙吗芦丁，复方（Rutoside, combinations)
C05CA53 地奥司明，复方（Diosmin, combinations)
C05CA54 曲克芦丁复方（Troxerutin, combinations）

### C05CX 其它毛细血管稳定药（Other capillary stabilising agents）
C05CX01 三苄糖苷（Tribenoside）
C05CX02 萘醌腙（Naftazone）
C05CX03 七叶树科子（Hippocastani semen）